# Walter Wood
Walter Wood (ur. 5 marca 1992 r.) – amerykański narciarz, specjalista narciarstwa dowolnego. Zajął dziewiąte miejsce w halfpipe'ie podczas mistrzostw świata w Inawashiro. Nigdy nie startował na igrzyskach olimpijskich. Najlepsze wyniki w Pucharze Świata osiągnął w sezonie 2008/2009, kiedy to zajął 71. miejsce w klasyfikacji generalnej, a w klasyfikacji halfpipe'a był ósmy. Wood jest także srebrnym medalistą mistrzostw świata juniorów w Cardronie z 2010 roku. W 2015 roku zakończył karierę.

## Osiągnięcia

### Mistrzostwa świata
| Miejsce | Dzień       | Rok  | Miejscowość | Konkurencja | Zwycięzca     |
| ------- | ----------- | ---- | ----------- | ----------- | ------------- |
| 9.      | 5 marca     | 2009 | Inawashiro  | Halfpipe    | Kevin Rolland |
| 5.      | 22 stycznia | 2015 | Kreischberg | Halfpipe    | Kyle Smaine   |

#### Miejsca w klasyfikacji generalnej
- sezon 2007/2008: 82.
- sezon 2008/2009: 71.
- sezon 2011/2012: 176.
- sezon 2012/2013: 88.
- sezon 2013/2014: 182.
- sezon 2014/2015: 111.

#### Miejsca na podium
1. Park City – 31 stycznia 2009 (halfpipe) – 3. miejsce